# Sandy (Oregon)
Sandy è una città degli Stati Uniti d'America situata nell'Oregon, nella Contea di Clackamas.